# Багрянский, Михаил Иванович
Михаи́л Ива́нович Багря́нский (29 октября [9 ноября] 1761 — 7 [19] июня 1813, Москва) — русский врач и литературный переводчик, масон.

## Биография
Родился 29 октября (9 ноября) 1761 года в селе Гладкое (Георгиевское), позднее Новосильского уезда Тульского наместничества, в семье сельского священника. Один из его старших братьев — иркутский епископ Вениамин.
В 1772 году поступил в Университетскую гимназию как ученик «разночинского казенного содержания». В 1779 году переведён студентом в Московский университет, где слушал лекции по логике и метафизике — у Д. С. Аничкова, по красноречию — у А. А. Барсова, математику и физику — у А. И. Роста. В 1780 году был назначен учителем в Благородном пансионе и в том же году начал преподавать в университетской гимназии латинский и греческий языки, переводил с латинского языка на русский протоколы учёных конференций.
В 1780 году Багрянский вступил в масонскую ложу «Апис», возглавлявшуюся Г. П. Гагариным. Будучи студентом, близко сошёлся с Н. И. Новиковым, И. Г. Шварцем и другими московскими розенкрейцерами. С конца 1783 года член масонской ложи «Латона», управляемой Новиковым. В 1785 году принят в розенкрейцеры под именем Ликас или Лихас. Жил на наёмной квартире, а с 1783 года — в доме у Новикова.
Благодаря материальной помощи Новикова уволился с учительской должности и продолжил занятия на медицинском факультете университета, который окончил в 1786 году. Новиков же помог ему после окончания университета отправиться на средства Типографской компании в 1786 году в Европу для усовершенствования образования. В Лейдене Багрянский в 1787 году получил степень доктора медицины (диссертация «Theses medicae inaugurales», 1788). Вернувшись в Москву в 1790 году, Багрянский сдал экзамен в Медицинской коллегии и получив разрешение (1791), занялся медицинской практикой. Как и раньше жил у Новикова и получал от него деньги.
Когда в 1792 году произошёл разгром московского масонства, впоследствии распространилось мнение, что Багрянский лично не пострадал, но преданность его Новикову была так велика, что он добровольно отправился с ним в заточение и оставался в Шлиссельбургской крепости вплоть до освобождения Новикова в 17 ноября 1796 года по указу Павла I. Однако, по собственным показаниям Багрянского, «он по своей воле ни за что на свете ехать бы не согласился», также в списках узников крепости он значился как наказанный «за перевод развращённых книг». Новиков и Багрянский содержались в том самом каземате, где был заключён Иоанн Антонович. Находясь в одной камере с Новиковым, оказывал необходимую медицинскую помощь (1792—1796).
С 9 марта 1797 года Багрянский был губернским врачом в Ярославле, а с 18 августа 1800 года — инспектором врачебной управы там же. С 9 июня 1802 года был инспектором Московской медико-хирургической академии. Надворный советник (с 1806). Инспектор Медицинской конторы в Санкт-Петербурге (1806—1808). Почётный член Московского общества исследователей природы..
В 1808 году был переведён в Москву инспектором Московской медико-хирургической академии. Избран учёным секретарём при Конференции Московской медико-хирургической академии с сохранением должности инспектора.
Сотрудничал (1807—1808) в журнале М. И. Невзорова «Друг юношества».
Умер в Москве 7 (19) июня 1813 года от «жестокой болезни». Похоронен на Ваганьковском кладбище; могила утрачена.

## Переводческая деятельность
Перевёл «Слово о избрании выгодных мест для построения вновь городов в рассуждении здравия человеческого», произнесённое И.-И. Ростом (1781), философско-нравоучительное сочинение «Похвала Сократу, произнесённая в обществе человеколюбцев» (1783), сочинение Фомы Кемпийского «О подражании Иисусу Христу» (очевидно, именно этот перевод включён в «Избранную библиотеку для христианского чтения», издававшуюся в 1784, 1786 и 1787 годах), труд К.-Ф. Милло «Древняя и новая история, от начала мира до настоящего времени» (1785, ч. 1—9).
Переводил мистические книги, печатавшиеся в типографии И. В. Лопухина и «Дружеского общества». Вместе с А. М. Кутузовым он перевёл «Таинство креста Иисуса Христа и членов его» Дузетана (М., 1784), переводил сочинение А.-И. Кирхвегера «Платоново кольцо».
Ему же принадлежит ряд статей в «Moсковском ежемесячном издании» и журнале «Вечерняя заря». Его перевод «португальской повести» «Инеса де Кастро» помещён в «Городской и деревенской библиотеке» (ч. I). В 1807—1808 годах сотрудничал в журнале М. И. Невзорова «Друг юношества».

### Комментарии
1. ↑  В ЭСБЕ указываются 1762 или 1763 годы[2].
2. ↑  Камера № 9 в нижнем этаже крепости.